# Zofia Maria Sapieha-Kodenska

Familiewapen van het huis Sapieha

Gravin Zofia Maria Sapieha-Kodenska (geboren Doorluchtige Hoogheid Prinses Zofia Sapieha; 11 oktober 1919 - 14 augustus 1997) was een Poolse aristocraate en de grootmoeder van Mathilde d'Udekem d'Acoz; koningin van België.

## Familie
Prinses (księżniczka) Zofia was lid van een Pools-Litouwse prinselijke familie, de Sapieha-familie (wapen van Lis). Haar vader, prins Adam Zygmunt Sapieha (2 mei 1892 - 20 oktober 1970), was militair vliegenier. Haar moeder, gravin Teresa Sobańska (20 oktober 1891 - 14 oktober 1975), was eveneens een Poolse aristocraate (szlachcianka). Op 25 juli 1942 trouwde prinses Zofia met graaf Leon Michał Komorowski (14 augustus 1907 - 13 september 1992) in Warschau; het echtpaar kreeg zes kinderen.

## Overlijden
Prinses Zofia en haar kleindochter Marie-Alix kwamen op 14 augustus 1997 om het leven bij een auto-ongeluk in Herstal.